# Met de poppen gooien
Met de poppen gooien is een kinderboek van Guus Kuijer, gepubliceerd in 1975. Het is het eerste deel in de Madelief-serie.
De hoofdpersoon is een meisje genaamd Madelief, die samen met Jan Willem en Roos in dezelfde straat woont; de kinderen spelen vaak samen op een braakliggend stukje grond in de buurt. In 40 korte verhalen beschrijft de auteur het leven van deze kinderen aan de rand van de stad.

## Vertalingen en prijzen
Met de poppen gooien werd vertaald in het Deens, Duits, Engels, Frans en het Spaans. 
Guus Kuijer won in 1976 een Gouden Griffel voor dit boek.

## Bundel en een film
Het boek werd samen met vier andere boeken van Guus Kuijer over Madelief, Grote mensen, daar kan je beter soep van koken, Op je kop in de prullenbak, Krassen in het tafelblad en Een hoofd vol macaroni, gebundeld tot Het grote boek van Madelief.
In 1994 werd het boek als televisiefilm verfilmd en uitgezonden door de VPRO in elf televisieafleveringen in Villa Achterwerk. Van de serie is een speciale editie met Nederlandse Gebarentaal gemaakt.